# Pitten
Pitten est une commune autrichienne du district de Neunkirchen en Basse-Autriche.